# SHB 다낭
SHB 다낭 FC(베트남어: SHB-Ðà Nẵng F.C.) 또는 다낭 FC(베트남어: Ðà Nẵng F.C.)는 베트남 다낭의 축구 클럽이다. 2007년까지는 꽝남 다낭(베트남어: Quảng Nam-Đà Nẵng)이라는 명칭을 사용했다.
다낭 FC는 2006년 AFC 챔피언스리그에서 일본의 감바 오사카에 15-0 패배를 당한 적이 있다.

## 성적
- V-리그 우승

우승 (2): 1992, 2009
- 베트남 컵 우승

우승 (2): 1993, 2009

## 선수 명단

### 현역
참고: FIFA 자격 규정에 따라 소속된 국가대표팀 국기를 표시합니다. 선수는 복수의 FIFA 비회원국 국적을 가지고 있을 수 있습니다.
| 번호 | 포지션 | 국적   | 이름           |
| ---- | ------ | ------ | -------------- |
| 20   | DF     | 베트남 | 루옹 두이 쿠옹 |

| 번호 | 포지션 | 국적 | 이름                  |
| ---- | ------ | ---- | --------------------- |
| 97   | MF     |      | 에머슨 산토스 드 수자 |

## 역대 감독
| 감독         | 임기   |
| ------------ | ------ |
| 크리스티아누 | 2024 ~ |